# Eudora
Eudora je e-mailový klient pro Microsoft Windows a Macintosh vyvíjený společností Qualcomm. Původně jej vyvinul Steve Dorner v roce 1988 během svých studií. V roce 1991 jej získala právě společnost Qualcomm. Eudora podporuje řadu protokolů jako POP3, IMAP či SMTP.
11. října 2006 společnost Qualcomm oznámila, že budoucí verze Eudory budou založeny na Mozille tj. na stejné platformě, jako Mozilla Thunderbird. Nový produkt bude open source a jeho kódové označení je „Penelope“. Jeho první betaverze vyšla 31. srpna 2007.